# Ťin-čaj

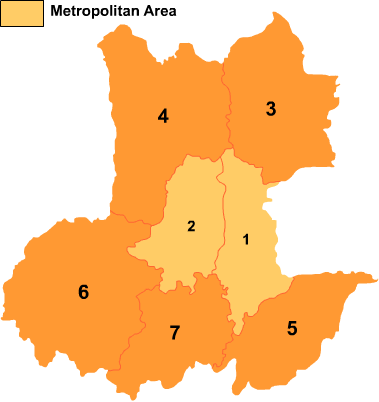
Okres Ťin-čaj vyznačený číslicí 6 na mapě Lu-anu.

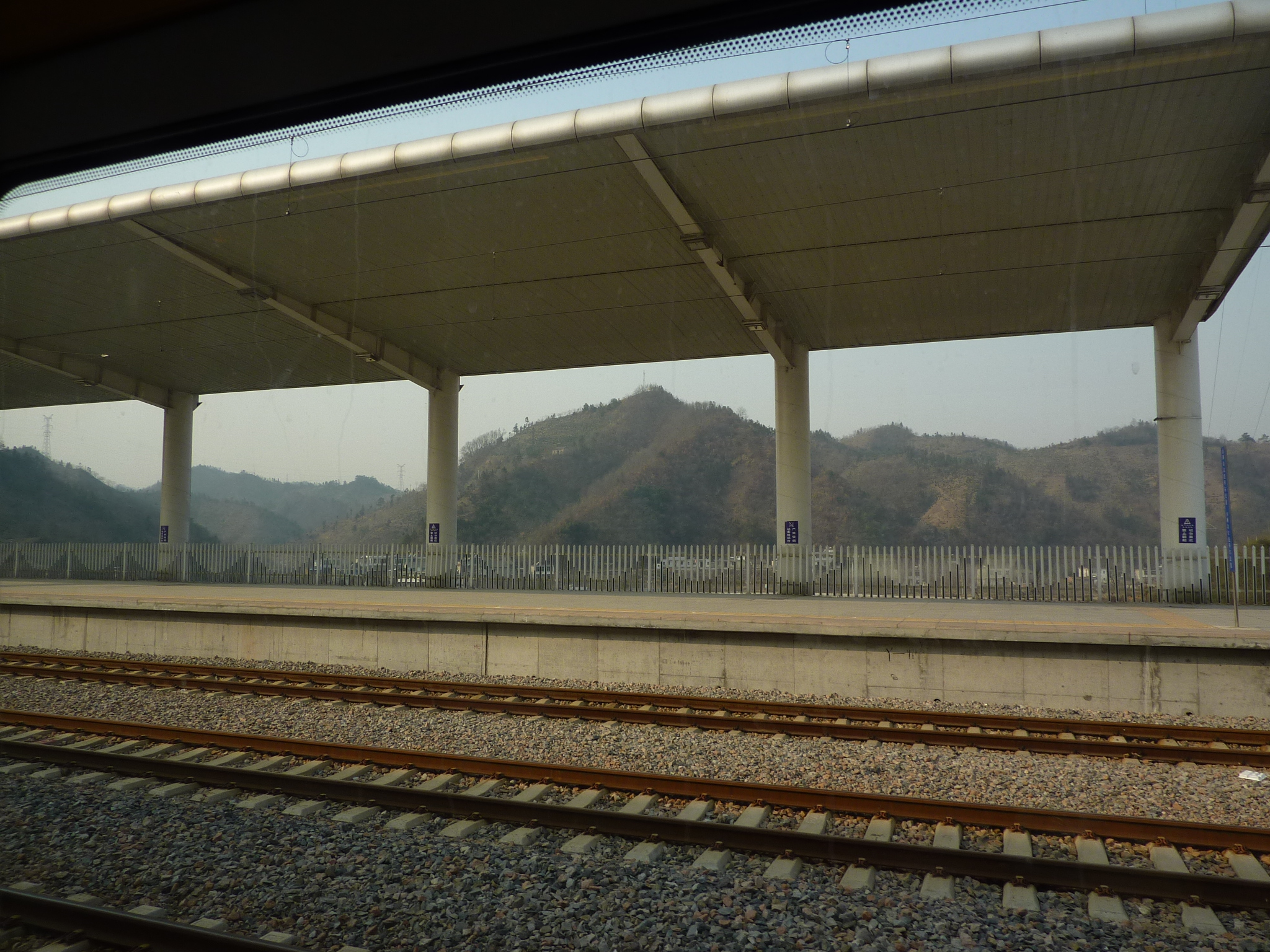
Pohled na hory Ta-pie-šan ze stanice Ťin-čaj na trati Che-fej – Wu-chan

Okres Ťin-čaj (čínsky v českém přepisu Ťin-čaj Sien, pchin-jinem Jīnzhài Xiàn, znaky zjednodušené 金寨县, tradiční 金寨縣) je okres v Čínské lidové republice. Nachází se v provincii An-chuej a administrativně patří k její městské prefektuře Lu-an. Leží v pohoří Ta-pie-šan blízko jeho druhého nejbližšího vrcholu Tchien-tchang-čaj a také blízko hranic se sousedními provinciemi Che-nan a Chu-pej.
Celý okres má rozlohu 3 667 čtverečních kilometrů a žije v něm zhruba 640 tisíc obyvatel. Vede přes něj vysokorychlostní trať Che-fej – Wu-chan.